# 内战

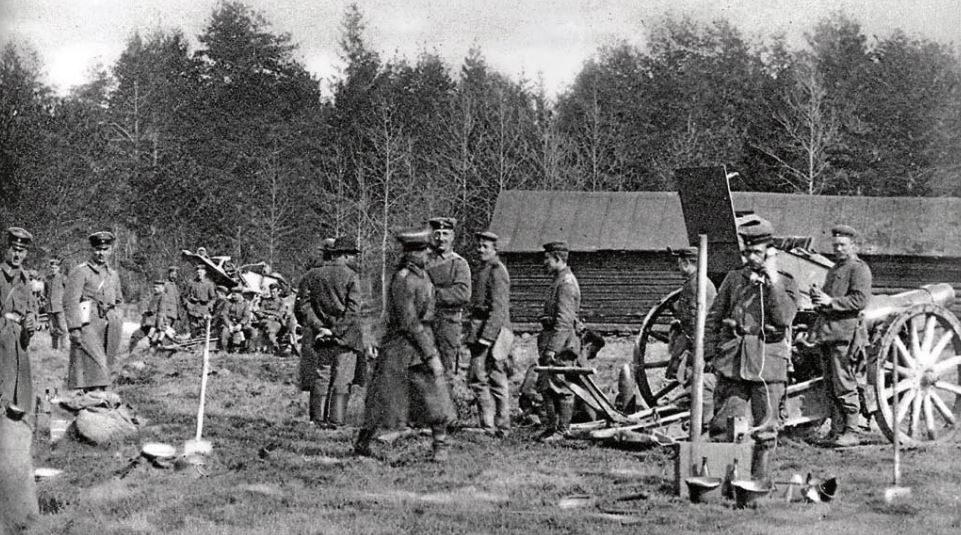
1918年4月12日，芬蘭內戰期間的赫爾辛基戰役中，在馬爾米的德國砲兵。

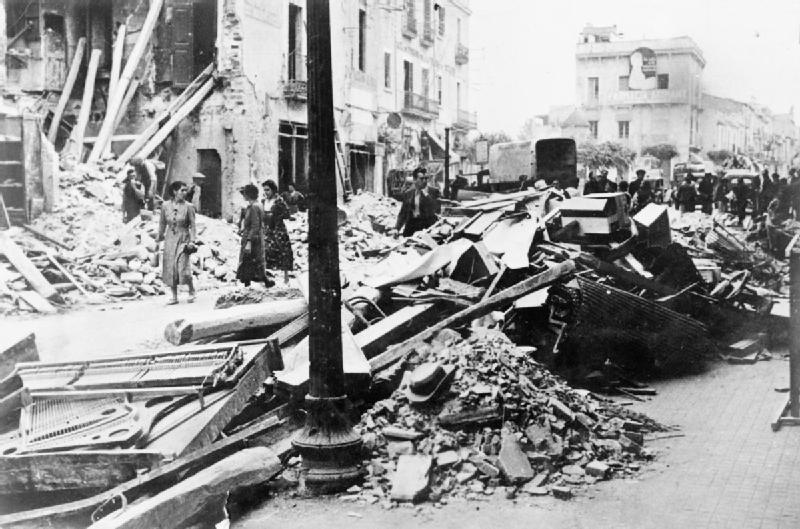
1938年5月31日西班牙內戰期間受到德國飛機突襲後的情況，格拉諾列爾遭受了嚴重破壞。

内战是指一个国家内部爆发的战争，或是由剛從同一個國家分裂的兩個政治實體之間的戰爭。内战的目的可能是一方想要控制國家或是某一區域，一方想要獨立，或是想要改變國家政策。内战是嚴重的衝突，一般會有大規模而有組織的正规军參與。內戰一般會造成大規模的傷亡 ，並消耗大量的國家資源。
自第二次世界大戰以後，内战平均會持續超過4年，比1900至1944年代的平均1年半上昇了許多。自19世紀中期，內戰發生的頻率相對固定，因此内战時間的延長造成同一時間正在進行的内战變多了。例如20世紀前半同時發生的內戰最多不會超過5個，但在冷戰末期，同時發生的內戰超過20個。自1945年起，內戰已造成超過2,500萬人的死亡，而強迫遷移也超過上百萬人。內戰也可能造成國內經濟的崩潰。索馬利亞、緬甸、烏干達、安哥拉等國在發生内战前，一般都認為這些國家會有良好的發展。大多數現代內戰都涉及外部勢力的干預。根據Patrick M. Regan在其著作《內戰與外國勢力》（2000年）中的說法，在二戰結束至
2000年之間的138場內戰中，約有67%有國際干預，其中35場由美國干預。

## 定義

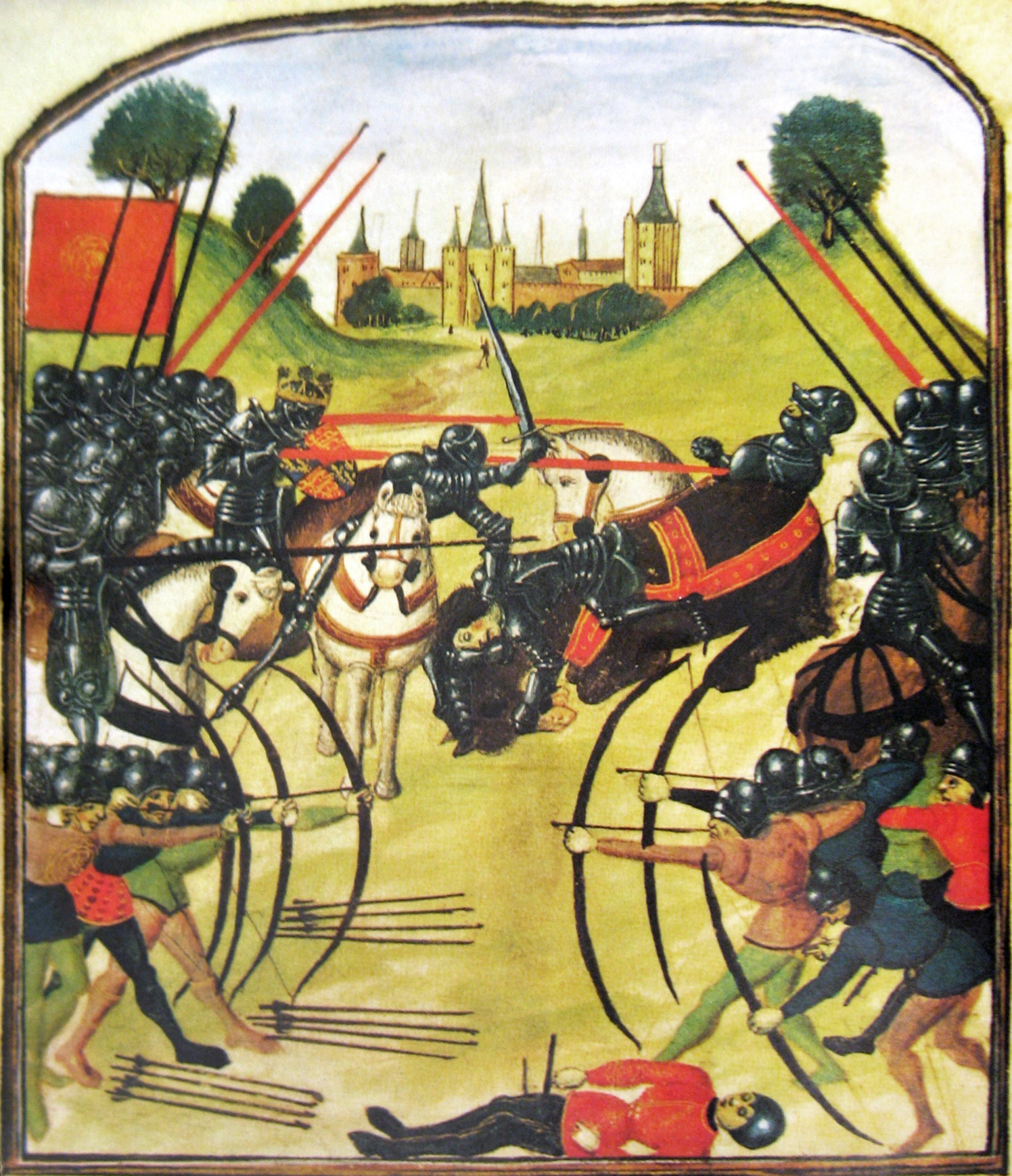
英國玫瑰戰爭中的蒂克斯伯里戰役

內戰最簡單的定義就是在同一個國家內，不同的組織化團體（尤其指对立的双方，数目较多时常称为割据、鼎立、战国），為控制或者推翻政權，建立新国家政权而引發的暴力衝突事件，通常对立的双方皆需要有一定实力，并持续战斗一定时间（时间太短或一方实力远逊往往不会被看做内战，而往往被看做革命或平叛、戡乱）。
詹姆斯·费伦是史丹佛大學的內戰學者，為內戰下的定義是「國家受到有組織團體的暴力軍事衝突，目的是要掌握國家中心或是某一地區的控制權，或是改變國家政策」。Ann Hironaka進一步的定義內戰其中的一方需是國家。有關衝突到什麼程度才能稱為內戰，學者仍有許多的爭議，有些政治科學家認為傷亡需超過1,000人才算是內戰，有些則認為雙方至少都要傷亡需超過100人才算是內戰。戰爭資料庫是學者研究軍事衝突時常引用的資料庫，其中定義內戰是每一年因內戰造成的死亡需超過1,000人。相較於柬埔寨內戰及第二次蘇丹內戰死傷的數百萬人，上述的標準相當的低，但是此定義下，一些廣為世人所知的衝突已不能視為內戰，例如北愛爾蘭問題，及南非種族隔離時期非洲民族議會的攻擊。
若是以每年死傷超過1,000人的標準來算，從1816年至1997年發生了213場內戰，其中從1944年至1997年發生了104場內戰。若以死傷總數超過1,000人的標準來算，1945年至2007年之前又多發生了90場內戰，在2007年仍有20場內戰正在進行。
在1949的日內瓦的外交會議的最後的記錄中，被未明確地對「內戰」（civil war）這個名詞做確切的定義，但有對於無政府狀態、恐怖主義或有明確組織的搶劫等武裝行動，與內戰之間的差異做出描述，並列舉了4項條件為基本的需求：
1. 在反抗過程中的組織必須佔有國家領土的一部分
2. 反抗軍人數必須超過國家總人口之一定比例
3. 反抗軍有屬於自己的作戰識別特徵
4. 當前之合法政府依賴國家正規軍隊對反抗軍作戰。

一旦整體的社會架構發生重整，內戰就會被歸類成為革命。無論是否成功的一次簡單暴動，只要有組織完備的軍隊加入以及常規戰鬥發生，就可能被一些歷史學家歸類為內戰。也有其他史學家以其他標準來為內戰下定義，例如組織或勢力之間暴力事件時間的延續性或者或者必須在國家的確定地區。
內戰與革命及獨立運動之間的最終的分野其實往往相當武斷，完全都是依照使用者所決定，尤其是在不同的文化及價值觀中。英國1642年到1651年一場在議會派與保皇派之間發生的一系列武裝衝突中，由英皇查理一世代表的君主政體被顛覆，被稱作「英國內戰」（English Civil War），但馬克思主義史觀稱之為「英國資產階級革命」（English Bourgeois Revolution）。在1770年代美國獨立戰爭，當中是有組織性的軍隊及常規戰鬥，但也被認為是美國獨立事件而非內戰（American Revolution）。美國所用的「內戰」（Civil War）通常是指美國内戰（American Civil War），又稱南北戰爭。
在前近代時期，不同的民族、宗教和意識形態等主要造成現代動亂的因子，在內戰方面只能算是扮演小角色，儘管有許多民族國家主義者將這期間的戰爭視為民主國家主義的起源，如蘇格蘭和英國之間及加泰隆尼亞（西班牙東北部地區）與西班牙之間爆發的戰鬥。不過事實上，這些內戰大多只是由封建君主發動，而非為了民族。一些前近代的內戰雖因宗教因素引起，也可將之視為奴隸等低下階層為了推翻壓迫者並獲得自由獨立而發起的動亂，例子有猶太人反抗羅馬。

## 前近代內戰主要類型

### 宗教衝突
因宗教而起的內戰傾向於發生在一神教的國家內而非多神教，可能跟多神教的教義更富有彈性，較不易引起衝突有關。在中世紀的歐洲，對《聖經》的解釋往往來自教士階級或融合自異教教義，造成了基督宗教中的各種教派。其後因各宗教或教派的教義規範更加剛硬，而且信徒的識字率提升，便導致各宗教間的緊張程度開始增加。除基督教間的衝突，不同宗教也有類似情形。由北非傳入的伊斯蘭教崛起，亦造成了不小的衝擊。在伊斯蘭教的歷史，正統的遜尼派與什葉派間的衝突，直到今日仍沒停過。歷史上，宗教改革、荷蘭的八十年戰爭、德國的三十年戰爭和近年愛爾蘭新教徒教派所引起的內戰。

### 革命
當內戰是由思想意識體制的層面所引起時，通常可稱為革命。發起這種類型內戰的叛亂軍，其主要權力往往是散佈在一個組織中而非由單人掌權，這項最有名的例子，就屬由中產階級以及貧民為了對抗貴族階級所發起的法國大革命。儘管有人認為革命只能算是過去時代農民或奴隸發動叛亂的延伸，但事實是革命通常由受過高等教育但對時局不滿的知識份子或中產階級所領導。也有人認為，革命是利用思想意識來代替宗教力量作為理由或動力，驅使人們解決由社會經濟因素引起的問題。大多數成功的革命都是突然發動的，一旦演變為長期的內戰，革命組織內的反動份子往往會造成革命行動的失敗。

### 分離主義叛亂
這項是最常引發內戰的因素。比如，在冷戰結束後，民族國家主義取代了宗教，思想意識而成為引發衝突的最主要原因。現代國家試圖在國家內部的軍事力量上取得壟斷地位，以確保其政權安定，而分離主義份子則是想藉由種族、宗教或國家聯盟等方式來打破這個平衡，或者更常見的是以游擊戰方式進行不對稱戰爭，這同時也是一些在殖民地的解放組織常常採取的策略，例子有亞洲的中華人民共和國、非洲的厄立特里亞、斯里蘭卡。

### 政變
以極快速度並且用最少的軍事力量直接推翻政府高層，可以降低軍事衝突所波及的層面，但失敗或者只成功一半的政變，反而會使敵對陣營間的內戰更加惡化。此類內戰的主導者，會試圖在極短時間內將前三項的因素作利用，獲得多數人民的支持，但事實是其本質乃出於爭奪權力。

## 特點
一般來說，內戰同時具有：
- 必須是只在一個國家領土內部進行，涉及相當規模的該國人口參與。
- 對抗雙方均存在組織、規範和可辨認性 （絕大部份情況下是對抗雙方均有自己的軍隊）。
- 可能有外国军队介入并兼具反侵略自卫战争的性质，但战争首先肇因于本国国内两股或多股势力的对抗。

## 不同期間的內戰特點
Ann Hironaka是《無止盡的戰爭》（Neverending Wars）的作者，將現代史中的內戰分為19世紀前、19世紀至20世紀初及20世紀後半3部份。在19世紀的歐洲，內戰的時間顯著的減短，原因是因為衝突的性質，像是當時戰鬥是國家權力的中心、中央政府的強度、以及其他國家會為了支持政府而進行快速的干預。在第二次世界大戰後，內戰的持續時間比以往要長，是因為後殖民國家較弱，而世界的主要強權國家也沒有對內戰雙方進行有力的干預。最明顯的內戰共通性的是一些發現在脆弱国家的內戰。

### 19世紀至20世紀初的內戰

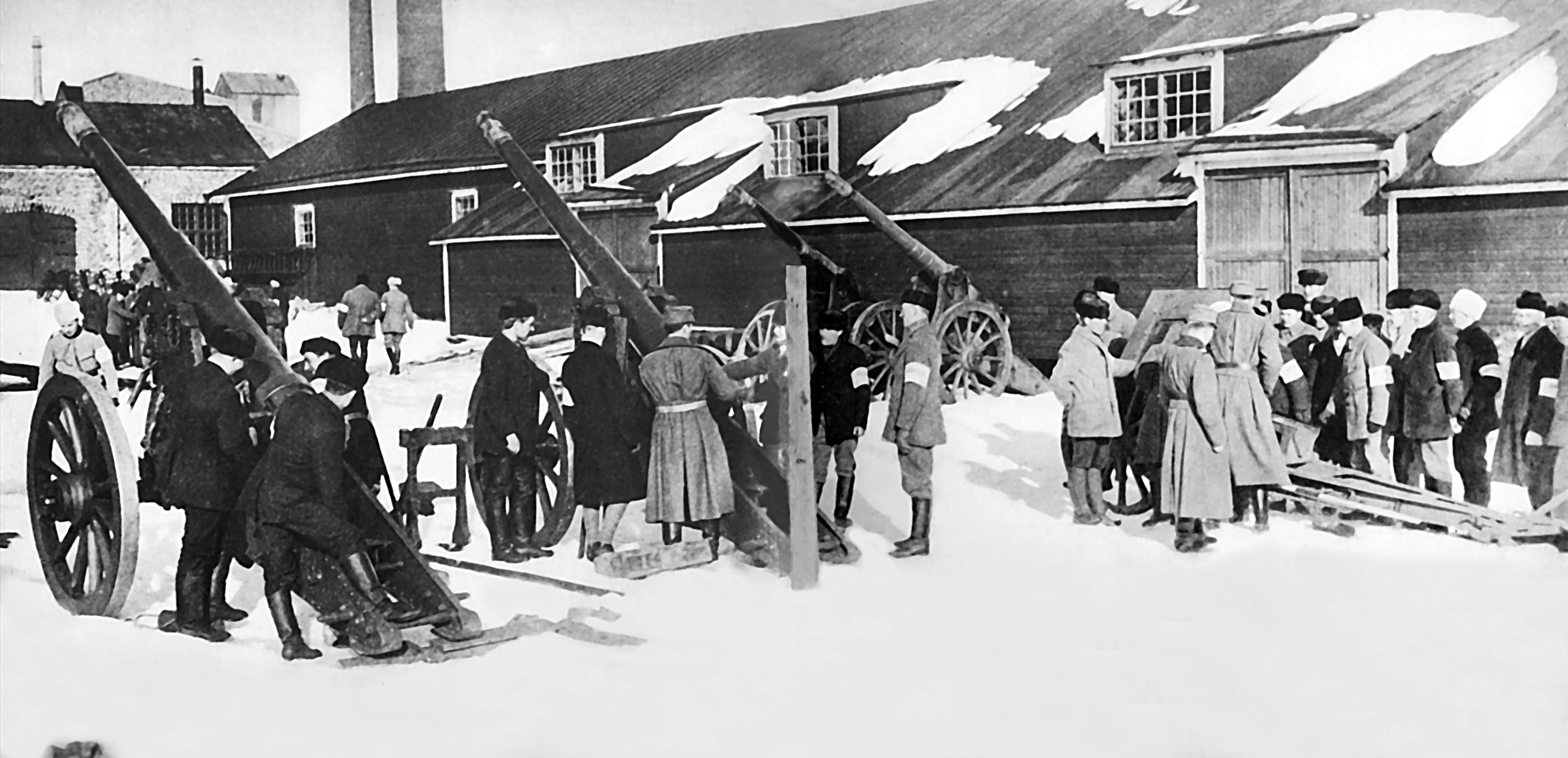
在1918年芬蘭內戰中，受德國資助的芬蘭反共「白軍」設立的炮兵学校

19世紀至20世紀初的內戰一般比較短，1900年至1944年的內戰一般持續一年半。國家本身形成明顯的權力中心，內戰的目的是為了控制國家。因此只要有一方控制了首都及軍队，就代表控制了一切，可以打敗另一方。在暴亂中，叛軍若無法也快速的控制首都及軍队，就會快速的被瓦解。例如1871年普法戰爭時，普魯士軍隊包圍了巴黎，法國的慘敗激起了革命，巴黎公社幾乎佔領了整個巴黎，但當法國軍队在凡爾賽宮支持政府，並攻進巴黎後，巴黎公社迅速的結束。

### 1945年後的內戰

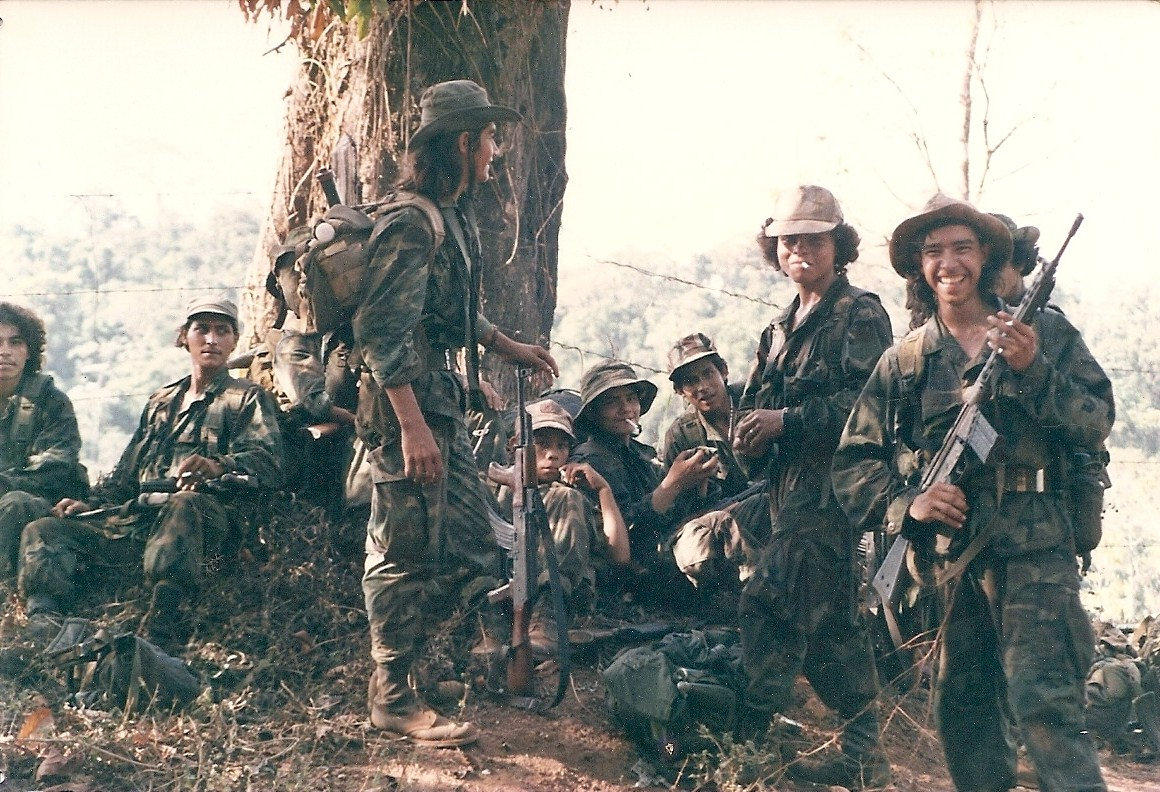
尼加拉瓜革命中桑地諾民族解放陣線的成員

在1990年代，同一時間有20場內戰在同行進行，約是19世紀的10倍。不過內戰的頻率沒有明顯上昇。在二戰後內戰的持續時間平均約4年，增加的原因是因為國家的增加、1945年後形成的脆弱国家、跨國戰爭的減少，以及冷戰的對抗。
在二次大戰後，主要的歐洲殖民國家將其殖民地獨立成為國家的速度越來越快，由殖民地形成的國家由二戰前的30個到戰後的120個。在1980年代後，殖民地已經很少了，成立國家的速度也慢下來了。
殖民地成立的國家希望依照理想國家的藍圖：中央集權的政府、有固定邊界的領土、公民權利的界定，以及像國歌、國旗、聯合國領位及官方的經濟政策等，但這些國家實際上比他們效法的歐洲國家要弱很多。西方國家的政府結構和國家實際的能力緊密配合，是幾百年來辛苦發展的結果。強大治理結構的發展，特別是稅收制度，特別是和17世紀及18世紀歐洲國家之間的戰爭有關，正如查爾斯·堤利所述：「戰爭造成國家，國家造成戰爭」。因此可以生存下來的都是有強大國力的國家。
去殖民化造成國家的過程和上述的是強烈的對比。大多數帝國主義國家沒有預見需要讓準備其殖民地獨立，像英國就限制印度及斯里蘭卡的自治法規，而法國殖民地的所有重要決策都是由法國決定，一直到1960年代才突然讓其殖民地獨立，這些國家沒有自治的政府可以依國家整體的利益來訂定政策，反而造成只有利部份人士甚至官員自身的裙帶關係及政治腐敗。這些國家沒有可信的政府，也沒有有生產力的經基礎，以及有效的稅收系統，可以從經濟活動中提取資源供國家使用，因此在獨立就是經濟上的弱者。其中印度是少數在獨立過程對國家有幫助的國家。也沒有任何帝國主義國家以殖民地領土整合為其發展的重點，更不會提倡有害於統治者角色的國家民族主義。許多新成立的國家發現本身貧窮，社會分裂，治理能力不足，而又面臨立刻要成為現代國家的預期。這類的國家會視為弱國或是脆弱国家。不過這種國力強弱的分類不完全同「西方」「非西方」的分類，像南美的阿根廷和巴西及中東的埃及及以色列，都是有良好的政府結構及經濟基礎建設的國家。

## 不同类型的内战列表

### 民族争斗
- 元朝民變
- 苗民起义
- 大甲西社起义
- 同治陕甘回乱
- 同治新疆回乱
- 云南回变
- 捻军起义
- 太平天国运动
- 陶克陶胡起义
- 嘎达梅林起义
- 三区革命
- 罗马帝国犹太人大起义
- 奥斯曼帝国阿拉伯人大起义
- 希腊独立战争
- 爱尔兰独立战争
- 巴基斯坦内战
- 缅甸冲突
- 刚果危机
- 尼日利亚内战
- 乍得内战
- 卢旺达内战
- 布隆迪内战
- 第一次苏丹内战
- 第二次苏丹内战
- 斯里兰卡内战
- 吉布提内战
- 埃塞俄比亞內戰 (2018年至今)

### 奴隶起义
- 斯巴达黑劳士起义
- 西西里奴隶起义
- 斯巴达克斯起义
- 阿拔斯王朝黑奴起义

### 农民/平民起义（此處不含共產主義運動）
- 国人暴动
- 春秋卫国工匠暴动
- 陈胜、吴广起义
- 绿林、赤眉起义
- 隋末农民起义
- 王仙芝、黄巢起义
- 王小波、李顺起义
- 方腊起义
- 紅巾軍起义
- 明末民變
- 德意志农民战争
- 法国扎克雷起义
- 法國大革命
- 英国瓦特·泰勒起义
- 俄国普加乔夫起义

### 统治集团内斗、军人起事
- 嫪毐之乱
- 吴楚七国之乱
- 討伐董卓之戰
- 八王之乱
- 六镇之乱
- 安史之乱
- 泾原兵变
- 庞勋起义
- 拖雷家族內戰
- 天历之变
- 靖难之役
- 三藩之乱
- 直皖战争
- 直奉战争
- 蒋桂战争
- 中原大战
- 继业者战争
- 凯撒内战
- 英国玫瑰战争
- 俄罗斯混乱时期
- 西班牙卡洛斯党战争
- 阿根廷內戰
- 乌拉圭内战
- 平将门之乱
- 保元之乱、平治之乱
- 源平合战
- 日本南北朝时期
- 日本战国时代
- 西南战争
- 十二使君之乱
- 越南南北朝时期
- 鄭阮紛爭
- 乌干达丛林战争
- 刚果共和国内战
- 几内亚比诏内战
- 1994年也门内战
- 索马里内战
- 巴勒斯坦內戰
- 缅甸内战 (2021年至今)
- 苏丹内战 (2023年至今)
- 瓦格纳集团叛乱

### 宗教冲突、宗教徒起事
- 黄巾起义
- 法庆之乱
- 锺相、杨幺起义
- 唐赛儿起义
- 徐鸿儒起义
- 嘉庆川楚教乱
- 太平天国战争
- 白德尔之战
- 吴侯德之战
- 塹壕之戰
- 骆驼之战
- 隋芬之战
- 拿赫鲁宛之战
- 巴贝克起义
- 卡尔马特起义
- 阿尔比十字军战争
- 法国宗教战争
- 德意志农民战争
- 日本一向一揆
- 日本岛原、天草之乱
- 苏丹马赫迪起义
- 伊朗巴布教徒起义
- 朝鲜东学党起义
- 黎巴嫩內戰
- 阿尔及利亚内战
- 塔吉克斯坦内战
- 1991年伊拉克什叶派起义
- 阿富汗內戰 (1996年—2001年)
- 巴基斯坦西北部战争
- 中非內戰 (2012年至今)
- 第二次利比亞內戰
- 也门内战 (2014年至今)
- 伊拉克内战
- 莫桑比克伊斯蘭動亂
- 2021年塔利班攻勢

### 政治革命（含共產主義運動）
- 羅馬内战
- 英国内战
- 法国大革命战争
- 二月革命
- 六月暴動
- 七月革命
- 戊辰战争
- 辛亥革命
- 护国战争
- 芬兰内战
- 北伐战争
- 国共内战(1947年至今)
- 马来亚紧急状态
- 十月革命、俄国内战
- 德国十一月革命
- 1919年匈牙利革命
- 墨西哥革命战争
- 西班牙内战
- 希腊内战
- 朝鲜战争
- 缅甸共产主义叛乱
- 越南战争
- 老挝内战
- 柬埔寨內戰
- 北也门内战
- 1970年约旦内战
- 阿曼內戰
- 哥倫比亞內戰
- 秘鲁内部冲突
- 尼加拉瓜革命战争
- 薩爾瓦多內戰
- 安哥拉内战
- 莫桑比克内战
- 埃塞俄比亚内战
- 尼泊尔内战
- 象牙海岸革命戰爭
- 第一次利比亞內戰
- 叙利亚内战

### 分離主義
- 美國獨立戰爭
- 美国南北战争
- 墨西哥独立战争
- 阿根廷独立战争
- 荷兰独立战争
- 爱尔兰独立战争
- 土耳其独立战争
- 印度东北部冲突
- 孟加拉国解放战争
- 南非边境战争
- 厄立特里亚独立战争
- 格魯吉亞內戰
- 南斯拉夫内战
- 第一次車臣戰爭和第二次車臣戰爭(有爭議)
- 马里内战
- 顿巴斯战争

资源争夺，贩毒、黑灰产
塞拉利昂内战
利比里亚内战
基伍衝突
哥倫比亞內戰（冷战结束之后）
苏里南内战
第二次利比亞內戰
缅北冲突

## 影視作品
- 漫威漫畫作品《內戰 (漫畫)》
  - 2016年電影《美國隊長3：英雄內戰》